# جوزيف أنطوان بيل
جوزيف أنطوان بيل (8 أكتوبر 1954

 في دوالا) (بالفرنسية: Joseph-Antoine Bell)‏ لاعب كرة قدم كاميروني معتزل كان يجيد اللعب في مركز حارس مرمى .
لعب بيل في أندية يونيون دوالا (1975-1981) أفريكا سبورت العاجي (1981-1983) المقاولون العرب المصري (1983-1985) مرسيليا الفرنسي (1985-1988) طولون (1988-1989) بوردو (1989-1991) سانت إتيان (1991-1994) .
شارك بيل مع منتخب الكاميرون في 3 من بطولات كأس العالم . شارك للمرة الأولى في بطولة كأس العالم لكرة القدم 1982 التي أقيمت في إسبانيا ثم في بطولة كأس العالم لكرة القدم 1990 في إيطاليا ولكن من دون أن يشارك في أي مباراة بسبب تواجد توماس نكونو في التشكيلة الأساسية . تم استدعاء بيل مجددا للمشاركة في بطولة كأس العالم لكرة القدم 1994 التي أقيمت في الولايات المتحدة حيث شارك في المباراتين الأولى أمام السويد والبرازيل واللتين انتهتا بنتيجة 2/2 و 0/3 على التوالي ولم يشارك في المباراة الثالثة أمام منتخب روسيا . كما شارك بيل مع منتخب بلاده في مسابقة كرة القدم بدورة الألعاب الأولمبية التي أقيمت في لوس أنجلوس بالولايات المتحدة سنة 1984 ولكن منتخب الكاميرون خرج من الدور الأول على يد منتخبي يوغوسلافيا وكندا .
اختار الاتحاد العالمي لتاريخ وإحصاءات كرة القدم بيل حارس مرمى القرن العشرين على مستوى قارة أفريقيا .

## روابط خارجية
- جوزيف أنطوان بيل على موقع الاتحاد الدولي (مؤرشف)  (الإنجليزية)
- جوزيف أنطوان بيل على موقع قاعدة بيانات كرة القدم.إي يو (الإنجليزية)
- جوزيف أنطوان بيل على موقع ناشيونال فوتبول تيمز (الإنجليزية)
- جوزيف أنطوان بيل على موقع عالم كرة القدم.نت (الإنجليزية)
- جوزيف أنطوان بيل على موقع أوليمبيديا (الإنجليزية)